# Józsa Antal
Józsa Antal (Halas, 1862. május 9. – Budapest, 1925. május 16.) királyi tanfelügyelő.

## Életútja
Józsa Antal kishivatalnok (kinek elődei Sárközből szakadtak Halasra, ahonnét a nemzetség egyik tagja a 19. században is sárközi előnevet használt) és Gyenizse Mária fia. Atyját korán elvesztvén, pályáján Fridrich Alajos halasi ügyvéd és Péter Dénes (írói nevén Kiséri) támogatásával haladt tovább. Középiskoláit szülővárosában, a református teológiát pedig Sárospatakon és Budapesten végezte. Kevés ideig Ódry Lehel operai művész házában, azután pedig három évig báró Radvánszky Géza családjánál nevelősködött; (utóbbi helyen mint Radvánszky Ella bárókisaszszony és unokanővérei: báró Jósika Valéria és Beáta magyar nyelvtanítója). 1890-ben Bonis Ferencz c. verses történeti elbeszélése a Magyar Tudományos Akadémia egyik pályázatán dicséretet aratott. E munkájára Szűry Dénes és Szathmáry György miniszteri tanácsosok figyelmessé lévén, Csáky Albin gróf akkori közoktatásügyi miniszternek ajánlották, aki őt csakhamar a gömörmegyei királyi tanfelügyelőséghez tollnokká nevezte ki és kevés idő múlva mint segédtanfelügyelőt a minisztérium népnevelési ügyosztályába osztatta be és rábízta az 1893. január 1-én megindult vallás- és közoktatásügyi minisztérium Hivatalos Közlöny szerkesztését, melytől csak akkor vált meg, mikor Wlassics Gyula miniszter őt 1895 végén Gömör-Kishont megye királyi tanfelügyelőjévé (székhellyel Rimaszombatban) kinevezte.
Költeményei, tárcái és tanügyi cikkei a fővárosi s vidéki lapokban jelentek meg.